# Jaroslav Hrabal
Jaroslav Hrabal (* 8. září 1974) je bývalý slovenský fotbalista, obránce.

## Fotbalová kariéra
V československé lize hrál za Spartak Trnava. Nastoupil v 7 ligových utkáních. Dále hrál na Slovensku za Trnavu a během vojenské služby na podzim 1994 za Ozetu Duklu Trenčín. V Poháru vítězů pohárů nastoupil ve 2 utkáních (a v 1 utkání kvalifikace) a v Poháru UEFA nastoupil ve 2 utkáních (a v 7 utkáních kvalifikace). Za reprezentaci Slovenska nastoupil v 11 utkáních a dal 1 gól.

## Ligová bilance
| Ročník                                   | Zápasy | Góly | Klub                   |
| ---------------------------------------- | ------ | ---- | ---------------------- |
| 1. československá fotbalová liga 1992/93 | 7      | 0    | Spartak Trnava         |
| 2. slovenská fotbalová liga 1994/95      | -      | -    | FK Ozeta Dukla Trenčín |
| 1. slovenská fotbalová liga 1994/95      | 14     | 0    | Spartak Trnava         |
| 1. slovenská fotbalová liga 1995/96      | 21     | 1    | Spartak Trnava         |
| 1. slovenská fotbalová liga 1996/97      | 30     | 5    | Spartak Trnava         |
| Mars superliga 1997/98                   | 25     | 1    | Spartak Trnava         |
| Mars superliga 1998/99                   | 20     | 2    | Spartak Trnava         |
| Mars superliga 1999/00                   | 27     | 2    | Spartak Trnava         |
| Mars superliga 2000/01                   | 3      | 2    | Spartak Trnava         |
| 2. slovenská fotbalová liga 2001/02      | -      | -    | Spartak Trnava         |
| 1. slovenská fotbalová liga 2002/03      | 22     | 0    | Spartak Trnava         |
| Corgoň liga 2003/04                      | 31     | 2    | Spartak Trnava         |
| Corgoň liga 2004/05                      | 33     | 4    | Spartak Trnava         |
| Corgoň liga 2005/06                      | 32     | 3    | Spartak Trnava         |
| Corgoň liga 2006/07                      | 11     | 1    | Spartak Trnava         |
| CELKEM 1. liga                           | 276    | 23   |                        |